# Reisbach
Reisbach er en købstad (markt) i Landkreis Dingolfing-Landau i Niederbayern i den tyske delstat Bayern, med knap 7.600 indbyggere.

## Geografi
Kommunen ligger i Vilsdalen cirka 13 kilometer sydøst for Dingolfing.

### Landsbyer og bebyggelser
- Bachham (103 indb.)
- Englmannsberg (236 indb.)
- Griesbach (1106 indb.)
- Niederhausen (325 indb.)
- Oberhausen (364 indb.)
- Obermünchsdorf(153 indb.)
- Reisbach (2850 indb.)
- Reith (223 indb.)
- Thannenmais